# Leptochristina pubicavula
Leptochristina pubicavula är en skalbaggsart som beskrevs av Edmund Reitter 1902. Leptochristina pubicavula ingår i släktet Leptochristina och familjen Melolonthidae. Inga underarter finns listade i Catalogue of Life.